# Шеридан, Крисс
Крисс Ше́ридан (англ. Kriss Sheridan; 15 апреля 1989, Бельско-Бяла (Польша) — польско-американский эстрадный певец, автор текстов, актёр, путешественник.

## Биография
Сын польки и американца, является гражданином Германии. Детство и молодость провёл в Польше, США, Германии и Испании. Учился в Монако, Мадриде и Нью-Йорке. Поступил в Институт театра и кино Ли Страсберга в Нью Йорке, одновременно работал моделью.

## Карьера
В студенческие годы уже сотрудничал с такими телеканалами и радиостанциями, как RTL Television, ProSiebenSat.1 Media, TVE, RFO Television и Radio Bayernwelle в Монако и Мадриде. Осенью 2016 года закончил работу над своим первым сольным альбомом и подписал контракт с Universal Music. В марте 2017 выпустил свою дебютную песню «Happy» которую написал при участии Марцина Киндлы. Музыканты познакомились в самолёте, в котором Шеридан работал стюардом. Песня была выпущена в качестве сингла с его дебютного альбома и попала на первые позиции хит-парадов местных радиостанций. Клип на песню «Happy» был снят в Норвегии и показывался на телеканалах VIVA Germany, a также MTV.
6 июля 2017 года выступил на польском телеканале TVP Polonia с приветствием Президента США Дональда Трампа во время его визита в Польшу.
В марте 2018 года выпустил свой второй сингл «I Don’t Wanna Say Goodbye», который снова попал в хит-парад на местных польских радиостанциях. Официальный клип на песню был снят под Варшавой. Режиссёр клипа — Петр Смоленский, в съёмках клипа приняли участие модель и финалистка конкурса Мисс Польша 2017 года Агата Боровяк и танцоры из группы Агустина Эгурролы.
В октябре был выпущен сингл «Tomorrow», написанный при участии Марцина Киндлы. На песню был снят музыкальный клип, режиссёром которого выступил Петр Смоленский.

## Дискография

### Синглы
- Happy (2017)[39]
- I Don’t Wanna Say Goodbye (2018)[40]
- Tomorrow (2018)[41]

## Фильмография
- Zettl (2012)[42]